# Antonio da Bitonto
Antonio da Bitonto OFM (Bitonto, 1385 – Atella, 7 settembre 1465) è stato un teologo e religioso italiano.

## Biografia
Fu un predicatore francescano.
Secondo alcuni apparteneva alla nobile famiglia bitontina degli Scargia. Nel 1426 Papa Niccolò V gli conferì il grado di maestro di teologia. Predicò in varie parti d'italia e fu lettore di teologia a Ferrara, a Bologna nel 1448 e a Mantova nel 1449.
Nel 1444 mentre predicava a Napoli ebbe un'acerba disputa con Lorenzo Valla sull'origine del Credo. Nel 1455 Niccolò V lo designò tra i frati francescani eletti a predicare la crociata contro i turchi che continuò anche sotto Papa Callisto III.